# دهستان سامخار
دهستان سامخار (به لاتین: Samkhar Gewog) یک دهستان در کشور بوتان است که در ناحیهٔ تراشیگانگ واقع شده‌است.